# آنکل موردا
لئونارد گرنت (انگلیسی: Leonard Grant؛ زادهٔ ۲۵ ژوئیهٔ ۱۹۷۸) که با نام هنری خود آنکل موردا (به انگلیسی: Uncle Murda) شناخته می‌شود، موسیقی‌دان اهل ایالات متحده آمریکا است. وی از سال ۲۰۰۵ میلادی تاکنون مشغول فعالیت بوده‌است.